# Luitpoldstraße 16 (Weißenburg)

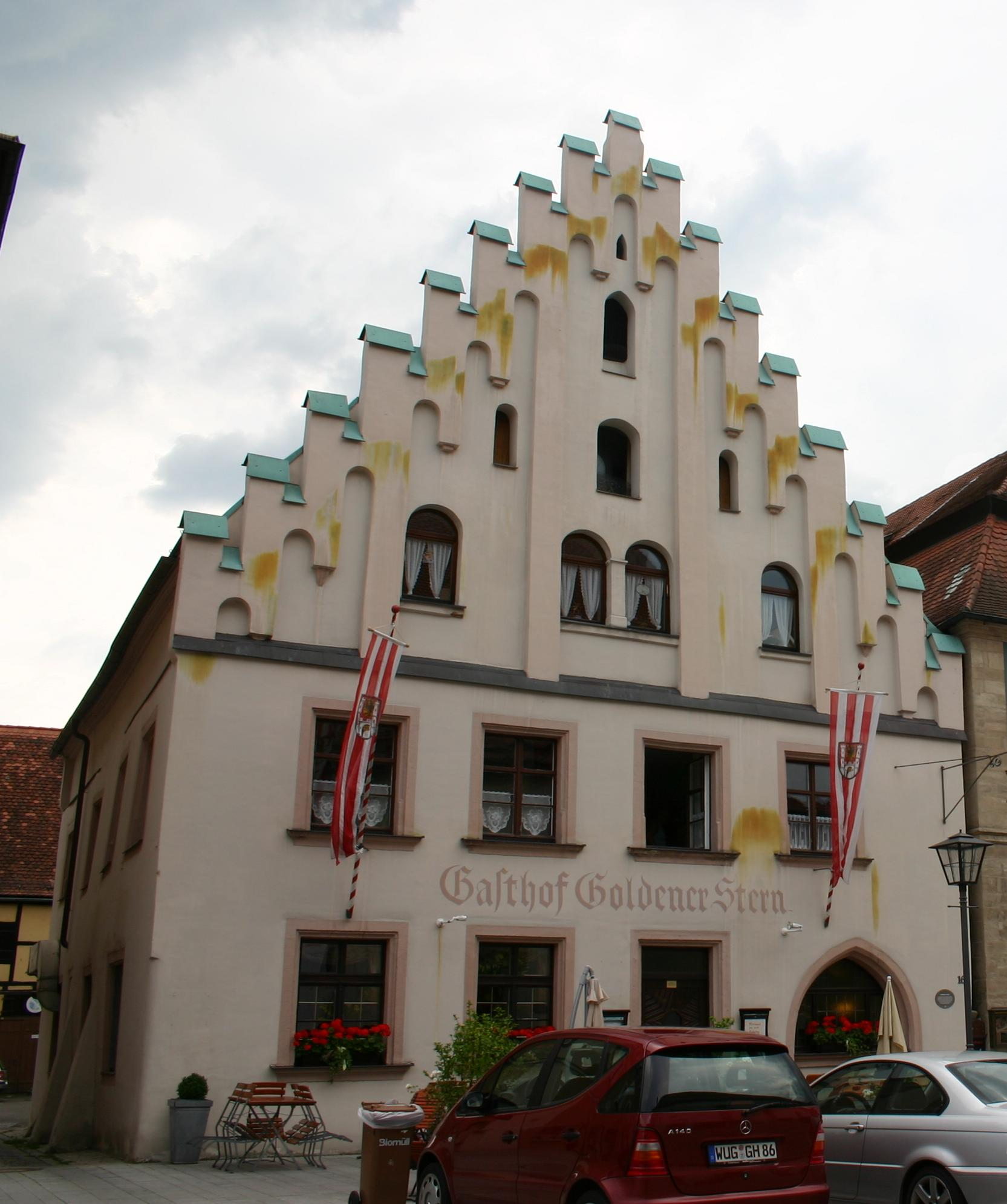
Haus Luitpoldstraße 16 in Weißenburg (aufgenommen im Juni 2011)

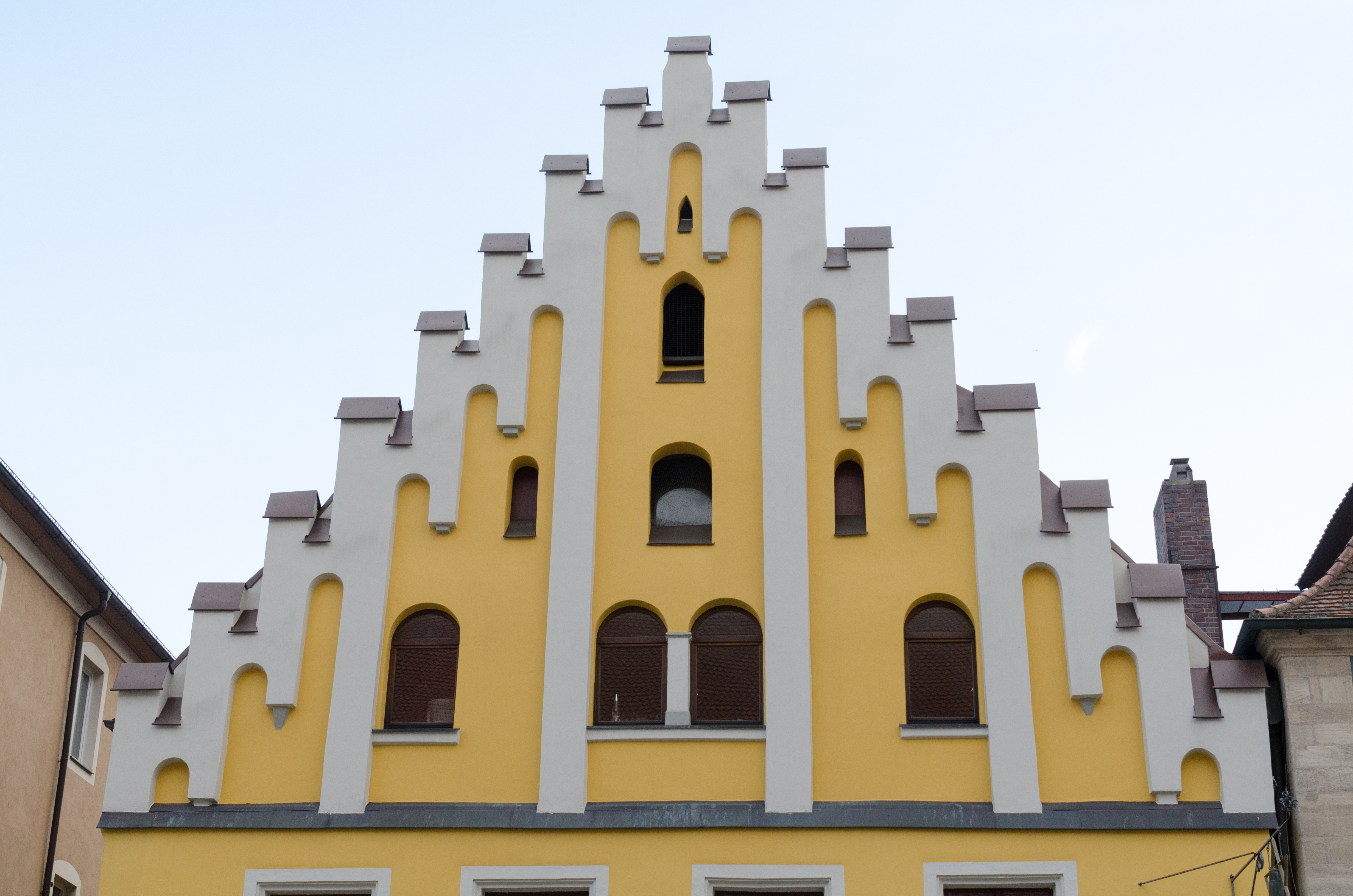
Nahaufnahme der Giebel nach einer Renovierung (aufgenommen im August 2015)

Das Haus Luitpoldstraße 16 ist ein Bürgerhaus in Weißenburg in Bayern, einer Großen Kreisstadt im mittelfränkischen Landkreis Weißenburg-Gunzenhausen. Das Gebäude ist unter der Denkmalnummer D-5-77-177-246 als Baudenkmal in die Bayerische Denkmalliste eingetragen. Im Gebäude war die Brauerei Goldener Stern untergebracht.

## Lage
Das Gebäude steht umrahmt von weiteren denkmalgeschützten Bauwerken innerhalb der  Weißenburger Altstadt an der Südseite der Luitpoldstraße auf einer Höhe von 425 Metern über NHN. Das Nachbargebäude ist das Haus Luitpoldstraße 14, schräg gegenüber befinden sich die Häuser Luitpoldstraße 7 und Luitpoldstraße 13 sowie die Karmeliterkirche.

## Geschichte und Baubeschreibung
Das massive Gebäude wurde 1314 oder 1315 erbaut und ist damit das älteste noch erhaltene Bürgerhaus von Weißenburg. Es ist zweigeschossig, massiv und hat ein giebelständiges Satteldach mit Treppengiebel. Die Mauern sind aus Kalkstein. Das Gebäude wurde im 19. Jahrhundert umgebaut. Es beherbergte ab der Mitte des 16. Jahrhunderts eine Gaststätte. 1798 erhielt der Sternwirt Christoph Friedrich Staudinger die Konzession zum Brauen von braunem Bier und zwei Jahre später für den Felsenkeller im sogenannten Bärloch. Ab 1847 war der Stern im Besitz des aus Schambach zugezogenen Paul Hüttinger. 1885 übernahm sein Sohn Otto, dann dessen Witwe Katharina und ihr zweiter Ehemann Friedrich Stöcker, die Brauerei. Ab 1914 hatte Otto Hüttinger die Leitung bis 1935 inne. 1935 wurde die Brauerei „Zum goldenen Stern“ von der Brauerei Schneider Bräu übernommen. Heute befindet sich im Gebäude nur noch eine Gaststätte mit dem Namen Goldener Stern.
Der Felsenkeller an der heutigen Eichstätter Straße, auch Stöckerskeller oder Sternwirtskeller, wurde 1814 von der Brauerei Zum weißen Adler angelegt und 1836 mit einem Gebäude ausgestattet. 1873 wurde der Keller vom „Goldenen Stern“ übernommen. 2007 wurde der Keller von der Brauerei Sigwart übernommen und unter dem Namen Bärenkeller weitergeführt.